# Puducherry (dystrykt)

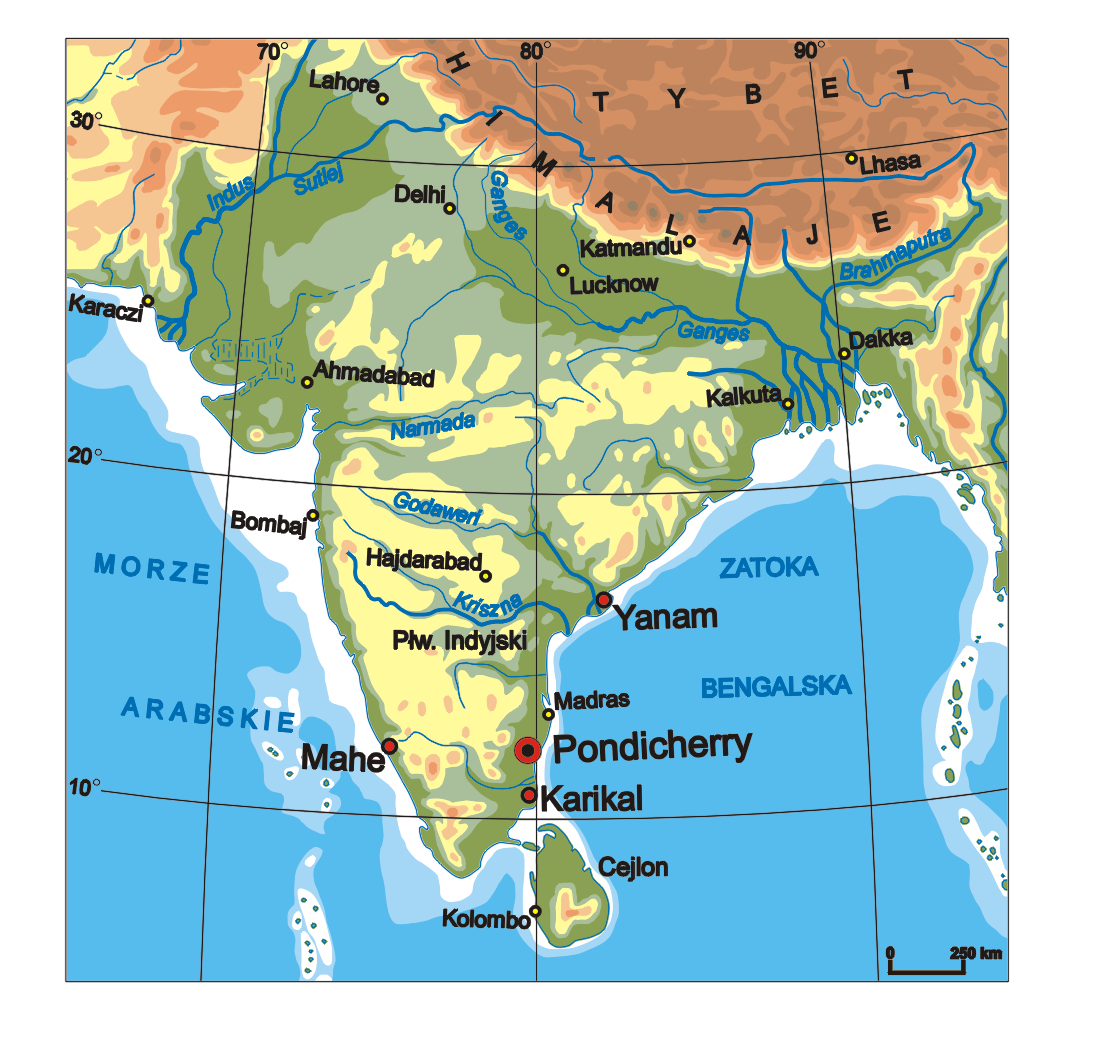
Mapa rozmieszczenia regionów terytorium Pondicherry

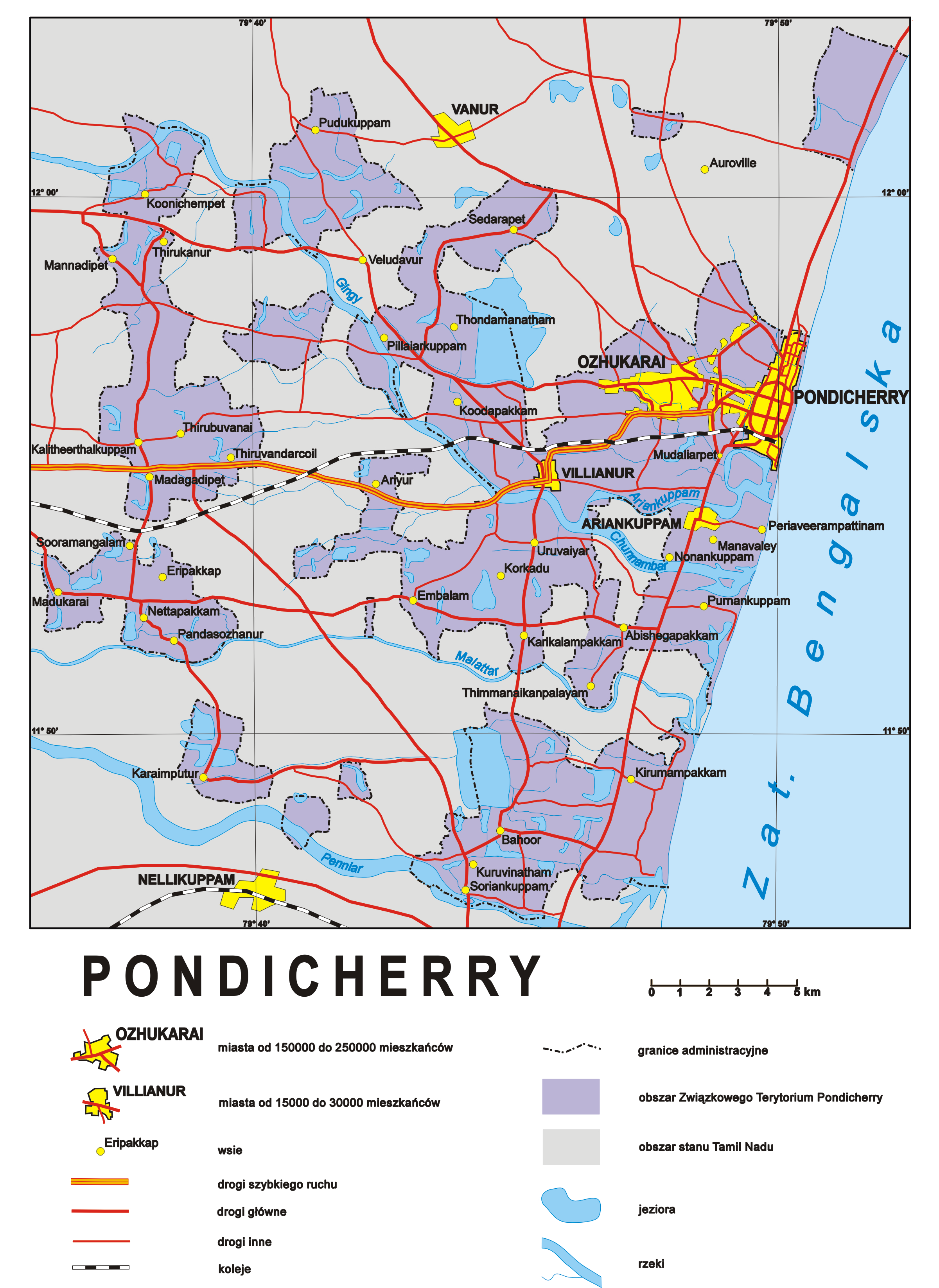
Mapa Dystryktu Puducherry

Puducherry (do września 2006 Pondicherry; hindi पांडिचेरी (trb.: Puduććeri, trl.: Puducceri), tamilski பாண்டிச்சேரி (Putuccēri), fr. Pondichéry) – jeden z dystryktów wchodzących w skład indyjskiego terytorium związkowego Puducherry. Dystrykt znajduje się na Wybrzeżu Koromandelskim. Leży w odległości 175 km od Ćennaj, stolicy stanu Tamil Nadu. Dystrykt w całości znajduje się na terytorium tego stanu. Dystrykt składa się z 12 enklaw o łącznej powierzchni 293 km², w których żyje ponad 750000 mieszkańców. Tu znajduje się stolica całego terytorium – ponad dwustutysięczne miasto Puducherry.
Głównymi miastami dystryktu, a jednocześnie stolicami subdystryktów są:
- Puducherry (230000 mieszkańców w 2007)
- Ariyankuppam (18000 mieszkańców w 2007)
- Kurumbapet (9000 mieszkańców w 2007)
- Ozhukarai (260000 mieszkańców w 2007)